# گوگرنول
گوگرنول (به لاتین: Guggernüll) یک کوه در سوئیس است که در کانتون گراوبوندن واقع شده‌است. گوگرنول ۲٬۸۸۶ متر بالاتر از سطح دریا واقع شده‌است.